# Собор Нотр-Дам-де-Квебек
 Собор Нотр-Дам-де-Квебек или Собор Пресвятой Девы Марии Квебека (фр. Notre-Dame de Québec, англ. Our Lady of Quebec City) — католическая церковь, находящаяся в городе Квебек, провинция Квебек, Канада. Нотр-Дам-де-Квебек является кафедральным собором архиепархии Квебека. Собор Нотр-Дам-де-Квебек является одним из старейших католических храмов Канады.

## История

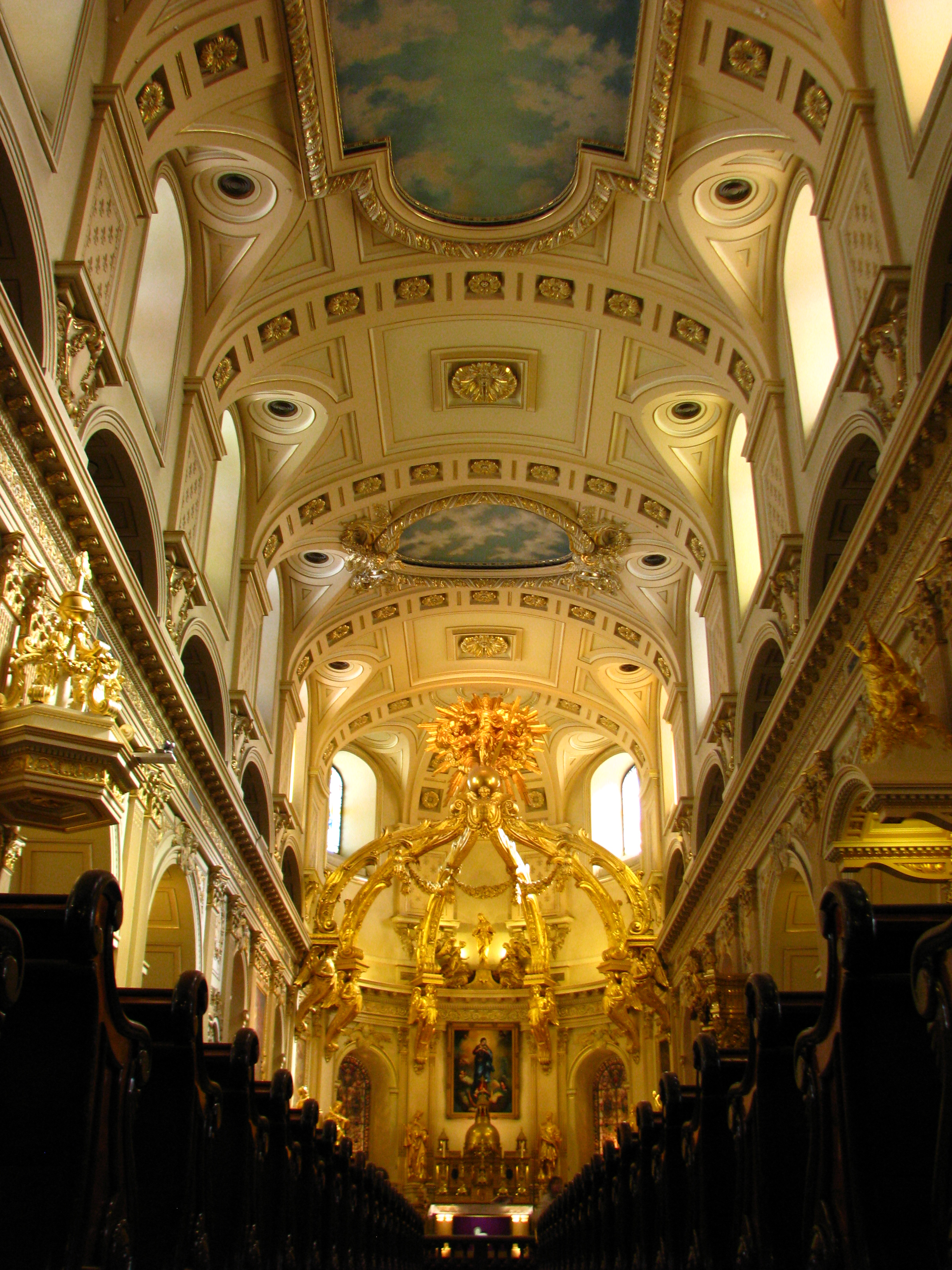
Интерьер собора

Церковь Нотр-Дам-де-Квебек была построена в 1647 году на месте деревянной часовни. В 1658 году церковь была возведена в ранг кафедрального собора епархии Квебека.
В 1759 году собор Нотр-Дам-де-Квебек был значительно разрушен после обстрела британскими войсками. В 1874 году Римский папа Пий X возвёл собор Нотр-Дам-де-Квебек в ранг малой базилики. В 1922 году собор пострадал от пожара, после которого в 1923 году собор был перестроен.
Интерьер церкви содержит множество произведений искусства. Большой интерес представляют кафедра епископа, подаренная французским королём Людовиком XIV. В склепе храма похоронены первые епископы Квебека и четыре губернатора Новой Франции. В часовне собора находятся мощи первого епископа Квебека блаженного Франсуа Ксавье де Монморанси Лаваля.